# Depois (canção de Marisa Monte)
"Depois" é uma canção lançada pela cantora e compositora brasileira Marisa Monte, com o objetivo de promover o álbum O Que Você Quer Saber de Verdade, lançado em outubro de 2011. A canção foi composta por Carlinhos Brown, Marisa Monte e Arnaldo Antunes e disponibilizada para download gratuito no site da cantora.
A letra fala da separação de um casal, e o sentimento que a mesma traz.
A mesma canção é interpretada por Marisa durante os shows da turnê Verdade, Uma Ilusão. Uma versão ao vivo foi disponibilizada no EP iTunes Live from São Paulo, lançado em dezembro de 2011.
A canção foi incluída na telenovela Avenida Brasil e em sua trilha sonora nacional.
A canção integrou o repertório da primeira turnê mundial dos Tribalistas, a Tribalistas Tour 2018/2019, sendo aclamada como o ápice do shows por conta dos efeitos visuais formados a partir da lanterna dos celulares do próprio trio e das grandes plateias.

## Reconhecimento
| Prêmio        | Ano  | Categoria                                                          | Resultado | Ref.  |
| ------------- | ---- | ------------------------------------------------------------------ | --------- | ----- |
| Deezer        | 2024 | As 10 músicas de Marisa Monte mais ouvidas na Deezer               | 6         | [ 5 ] |
| Letras.mus.br | 2020 | As 12 melhores músicas de Marisa Monte                             | -         | [ 6 ] |
| Metrópoles    | 2023 | 10 músicas de Marisa Monte que fizeram sucesso em novelas e séries | -         | [ 7 ] |
| Sympla        | 2023 | 5 músicas de maior sucesso de Marisa Monte                         | 4         | [ 8 ] |
| Terra         | 2022 | As 10 melhores músicas de Marisa Monte para ouvir e tocar          | -         | [ 9 ] |

## Clipe musical
O clipe musical da música foi disponibilizado no canal oficial da cantora no YouTube, além de seu site oficial  em 01 de novembro de 2012. O mesmo mostra cenas de vários filmes antigos (todos em preto e branco), mostrando imagens de casais brigando e dançando.
No dia de Natal de 2012, foi lançada uma nova versão do clipe, dessa vez com imagens dos fãs de Marisa cantando enquanto a música toca no fundo.

## Lista de faixas
| N.º | Título   | Duração |  |
| 1.  | "Depois" | 2:55    |  |

## Desempenho nas tabelas musicais
| Tabela musical (2012)               | Melhor posição |
| ----------------------------------- | -------------- |
| Brasil (Brasil Hot 100 Airplay)     | 18             |
| Brasil (Brasil Hot Pop & Popular)   | 3              |
| Portugal - Top Digital - Full Track | 5              |

## Prêmios e indicações
| Ano  | Prêmio           | Categoria     | Resultado | Ref    |
| ---- | ---------------- | ------------- | --------- | ------ |
| 2012 | Prêmio Multishow | Melhor Música | Indicado  | [ 14 ] |